# Benton (Pensilvania)
Benton es un borough ubicado en el condado de Columbia en el estado estadounidense de Pensilvania. En el año 2000 tenía una población de 955 habitantes y una densidad poblacional de 576 personas por km².

## Geografía
Benton se encuentra ubicado en las coordenadas 41°11′46″N 76°23′0″O / 41.19611, -76.38333.

## Demografía
Según la Oficina del Censo en 2000 los ingresos medios por hogar en la localidad eran de $27 986 y los ingresos medios por familia eran $32 125. Los hombres tenían unos ingresos medios de $28 015 frente a los $20 625 para las mujeres. La renta per cápita para la localidad era de $12 831. Alrededor del 19,2% de la población estaba por debajo del umbral de pobreza.